# Neottieae
De Neottieae vormen een tribus (geslachtengroep) van de Epidendroideae, een onderfamilie van de orchideeënfamilie (Orchidaceae). Het is een kleine tribus met 6 geslachten en ongeveer 190 soorten, voornamelijk uit gematigde streken van het Palearctisch gebied
Neottieae zijn voornamelijk terrestrische orchideeën (aardorchideeën) die in bossen voorkomen. In verschillende geslachten van deze groep (Neottia, Epipactis, Limodorum) komen mycoheterotrofe soorten voor (epiparasieten).
Binnen deze tribus worden twee subtribi met een vijftal geslachten onderscheiden. Deze indeling is echter nog steeds aan veranderingen onderhevig.

## Taxonomie
In tegenstelling tot de classificatie van Dressler (1993) is op basis van recent DNA-onderzoek het geslacht Palmorchis, dat vroeger op zijn eentje de tribus Palmorchideae vormde, aan deze tribus toegevoegd.
- Subtribus: Limodorinae
  - Geslachten:
    - Aphyllorchis
    - Cephalanthera (bosvogeltjes)
    - Epipactis (wespenorchissen)
    - Limodorum
- Subtribus: Listerinae
  - Geslachten:
    - Neottia
    - (Listera (keverorchissen))
- Subtribus: Onbepaald
  - Geslacht:
    - Palmorchis

 'Lagere' Epidendroideae 

Tribus: Gastrodieae · Neottieae · Nervilieae · Sobralieae · Triphoreae · Tropidieae · Xerorchideae

 'Hogere' Epidendroideae 

Tribus: Arethuseae · Calypsoeae · Cymbidieae · Dendrobieae · Epidendreae · Malaxideae · Podochileae · Vandeae 

Subtribus Limodorinae 

Geslachten: Aphyllorchis · Bosvogeltje (Cephalanthera) · Wespenorchis (Epipactis) · Limodorum

Subtribus Listerinae 

Geslachten: Neottia · (Keverorchis (Listera))

Subtribus: Onbepaald 

Geslacht: Palmorchis